# Goetheanum
(Rudolf Steiner)
Il Goetheanum è una costruzione monumentale, progettata da Rudolf Steiner ed eretta a Dornach, nei pressi di Basilea (Svizzera).

## L'edificio
Il primo Goetheanum (denominato Johannesbau - edificio di Giovanni - fino al 1918), costruito interamente in legno, venne completamente distrutto in un incendio doloso il 31 dicembre 1922.
Sorse tuttavia la «volontà di edificare un nuovo Goetheanum», che venne ultimato dopo la morte di Rudolf Steiner: invece delle sculture scavate e modellate nel legno, esso veniva creato col cemento armato con soluzioni di assoluta avanguardia tecnica e artistica. Il modello fu creato da Rudolf Steiner stesso prima di morire.
Steiner definì il Goetheanum «un edificio vivente posto all’interno di un corpo plastico». Il suo nome è un omaggio al grande scrittore romantico, filosofo e scienziato tedesco Goethe; l'edificio è stato progettato come sede per la divulgazione dell'antroposofia e la sua struttura potrebbe essere considerata una sorta di libro nel quale si materializza il pensiero di Steiner attraverso gli elementi architettonici, ponendo le basi all'architettura organica.
(Rudolf Steiner)

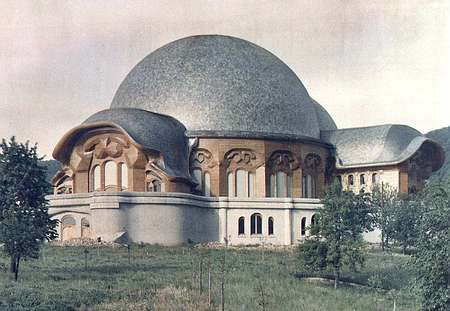
Il primo Goetheanum
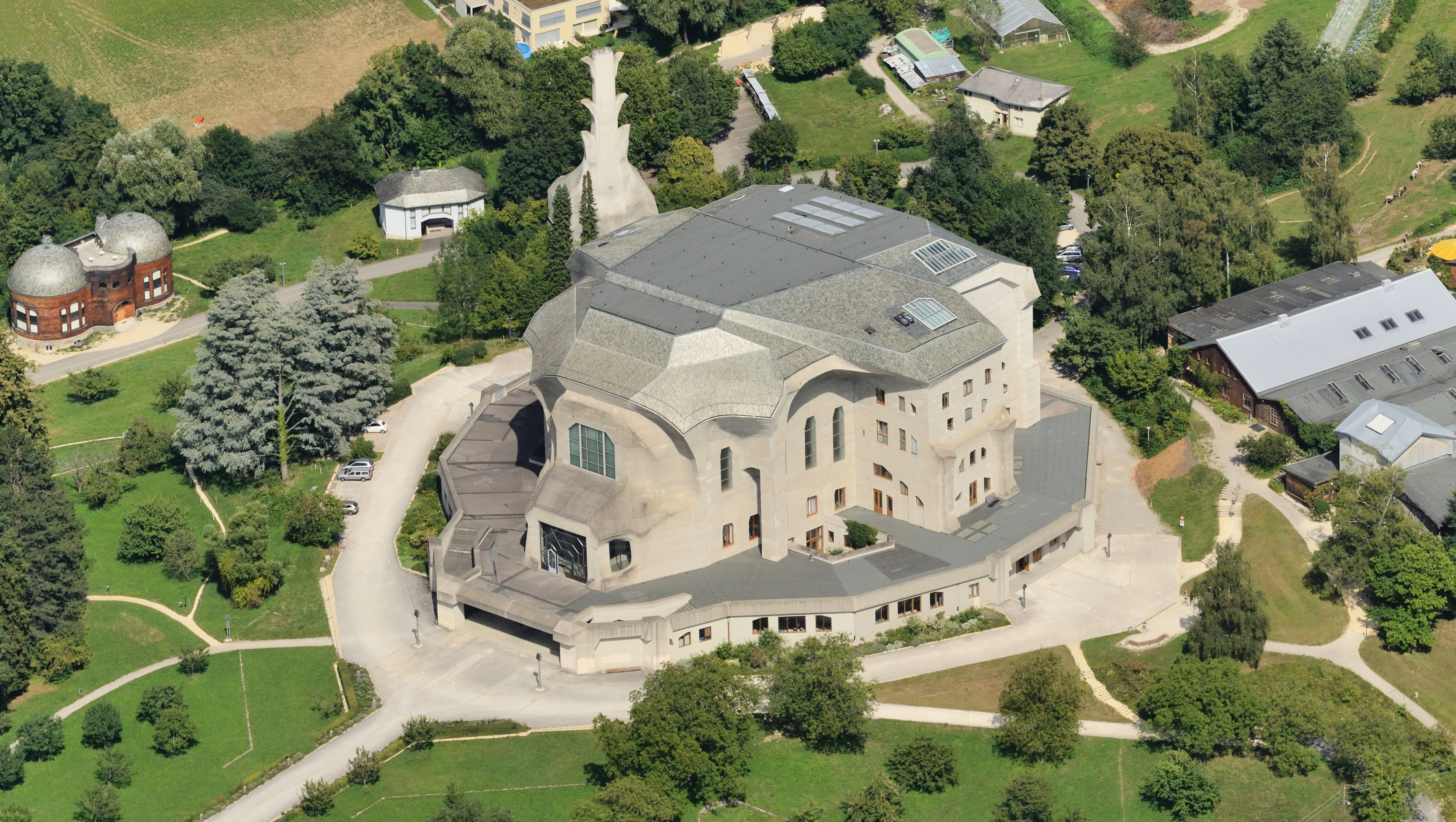
Il secondo Goetheanum
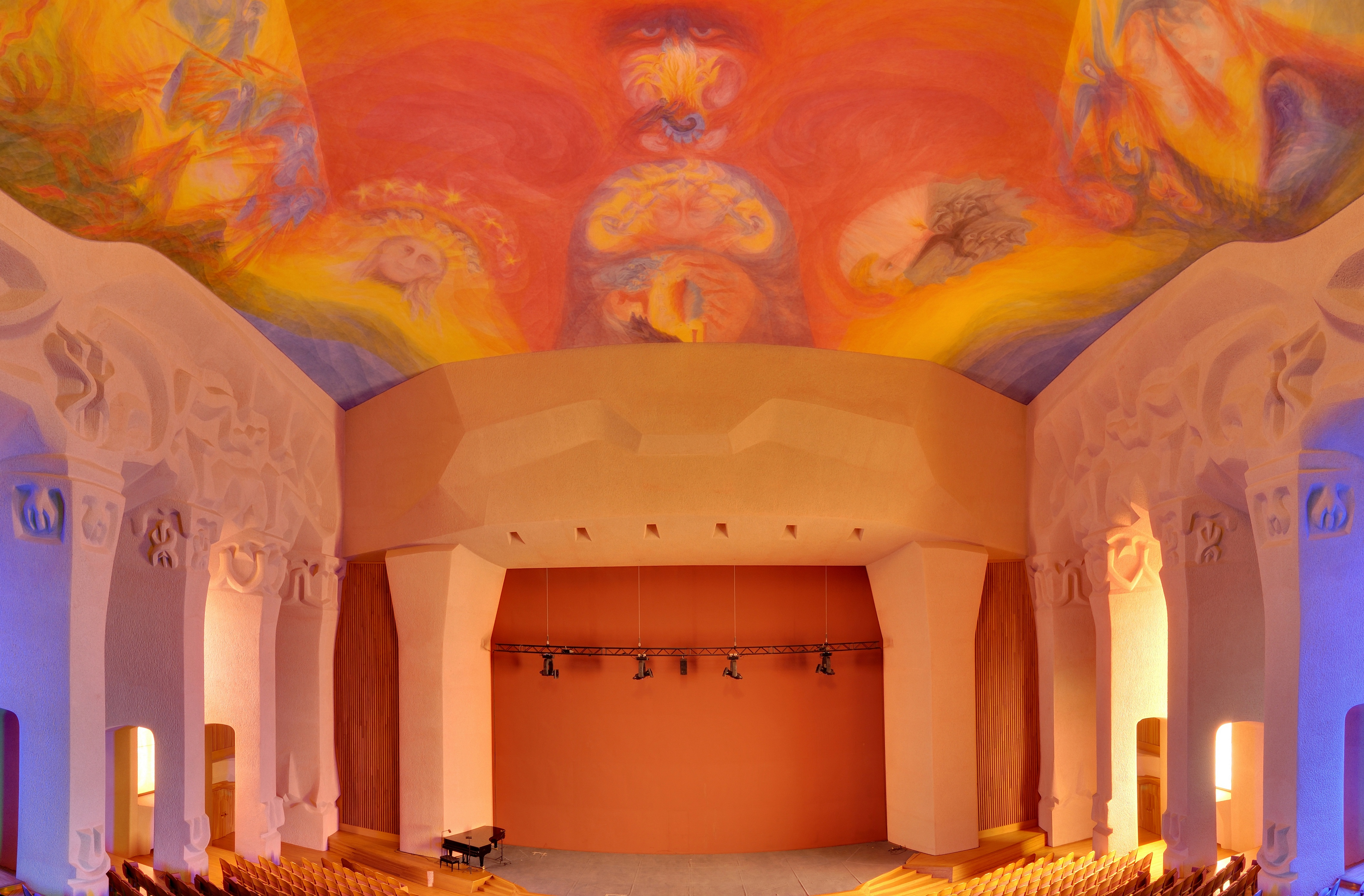
La sala grande, all'interno